# 하야시 야스후미
하야시 야스후미(林 泰文, 1971년 12월 7일 ~ )는 일본의 배우로, 도쿄도 출신이다.